# Kancelářský komplex Šumavská
Kancelářský komplex Šumavská (též brněnská trojčata nebo Šumavská Tower) je trojice výškových administrativních budov v Brně, v Šumavské ulici ve čtvrti Veveří.

## Historie
Komplex navrhla projektová kancelář Stavoprojekt Brno pod vedením Romana Zajíce a Jaroslava Ryšky, jeho realizace proběhla v letech 1967–1974. Jako první byla postavena budova C (západní, Šumavská 35), která se konstrukčně i vzhledově od zbylých dvou nejvíce odlišovala. Po dokončení budov A (jižní, Šumavská 33) a B (východní, Šumavská 31) byly všechny tři propojeny dvoupodlažní spojovací budovou.
Se svojí výškou 66 m se řadí mezi nejvyšší budovy v Brně. Mají 19 nadzemních (budova C pouze 18) a 2 podzemní podlaží. Jádro s výtahy a schodištěm je betonové, skelet nejstarší budovy C je ocelový, zatímco mladší budovy A a B mají skelet rovněž betonový. Opláštění, které měla každá ze tří budov méně či více odlišné, tvořily boletické panely, ve své době velice oblíbené. V budově A sídlilo Ředitelství silnic a dálnic, v budově B podnik Agrie a v budově C podnik Chepos.
Přezdívka „brněnská trojčata“ se ujala brzy po dostavbě Světového obchodního centra v New Yorku v roce 1972.
Odborníci hodnotili budovy jako cennou ukázku pozdního modernismu.

### Rekonstrukce
Společnost Šumavská tower byla založena v roce 2015 firmou Integra stavby. Roku 2019 došlo k prodeji 50% obchodního podílu společnosti Šumavská tower firmě ECO Property Invest, která spadá do holdingu ECO Finance Group.
V letech 2015–2016 nechal majitel, společnost Šumavská tower, zcela rekonstruovat budovu C, která také získala nový plášť. Náklady dosáhly částky 200 milionů korun. Na přelomu let 2017 a 2018 započala sejmutím pláště rekonstrukce budovy B. Ta získala tři nová patra (výška cca +10m) a její nová fasáda je obdobná jako u budovy C, s tím rozdílem, že úzké vertikální pruhy, u „céčka“ zlaté, jsou u budovy B stříbrné. Na podzim 2019 byl dokončován interiér budovy B. Tehdy také byla zprovozněna část nově postavené nákupní galerie u budovy C s podzemními garážemi. Poté byla připravována i modernizace budovy A, která má získat pět pater navíc. Práce na ní měly začít v prvním čtvrtletí roku 2020 a skončit ve druhé polovině roku 2021.
Památkáři a někteří architekti se k plánu modernizace stavěli kriticky kvůli změně charakteru budov a kvůli narušení panoramatu města; výškové budovy tak podle nich převýší Špilberk a Petrov. Rekonstrukci celého komplexu kritizoval rovněž původní autor budov Roman Zajíc. Historikovi architektury Rostislavu Koryčánkovi vadilo sjednocení fasád všech budov, neboť původní průčelí každé budovy bylo jedinečné.

### Budoucnost
V současné době[kdy?] vlastník plánuje výstavbu budovy D, nejvyšší v komplexu, která se bude architektonicky od současných tří odlišovat.

## Galerie

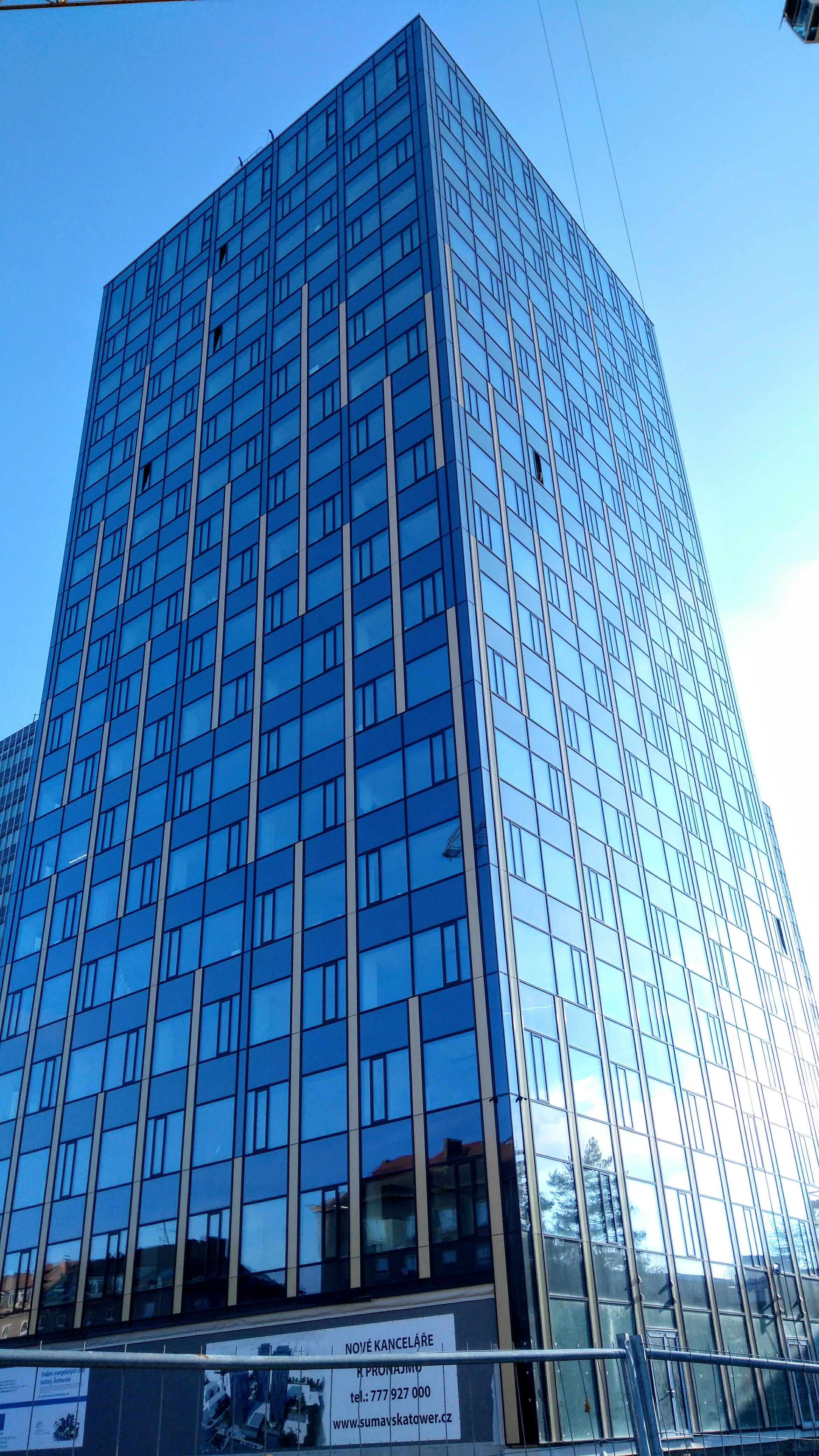
Budova C po rekonstrukci
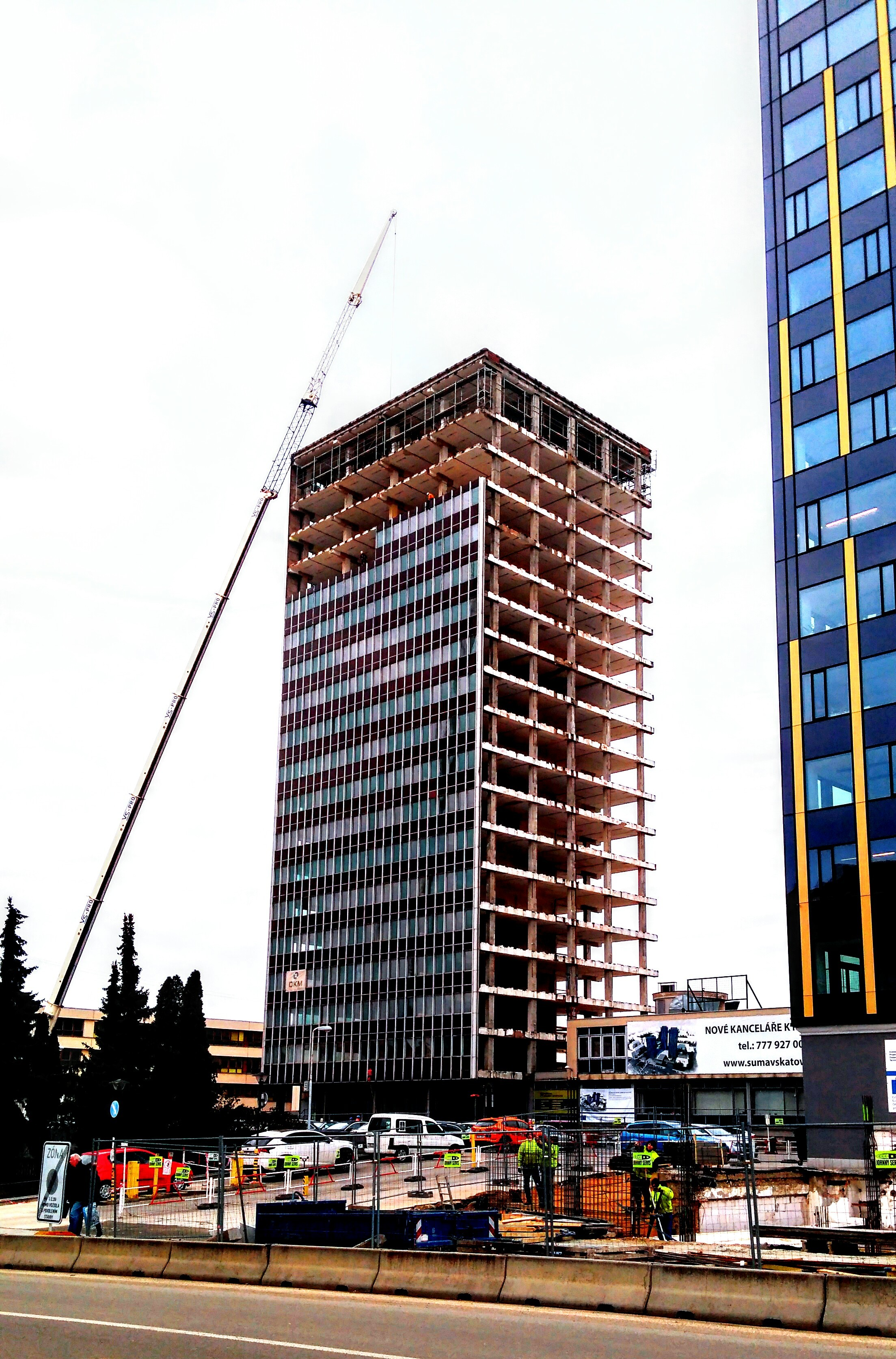
Odstraňování pláště budovy B
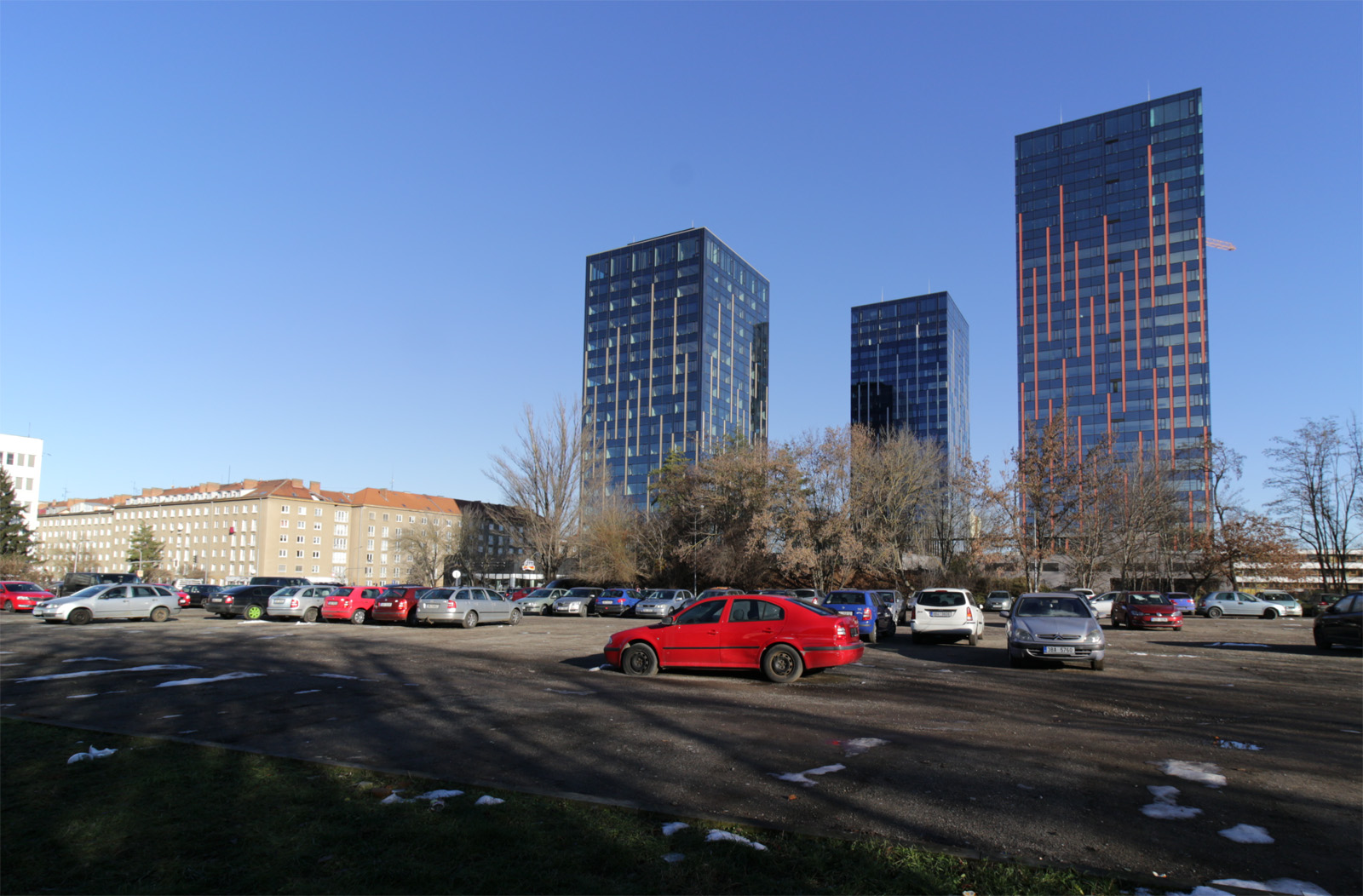
Pohled od parkoviště při ulici Veveří
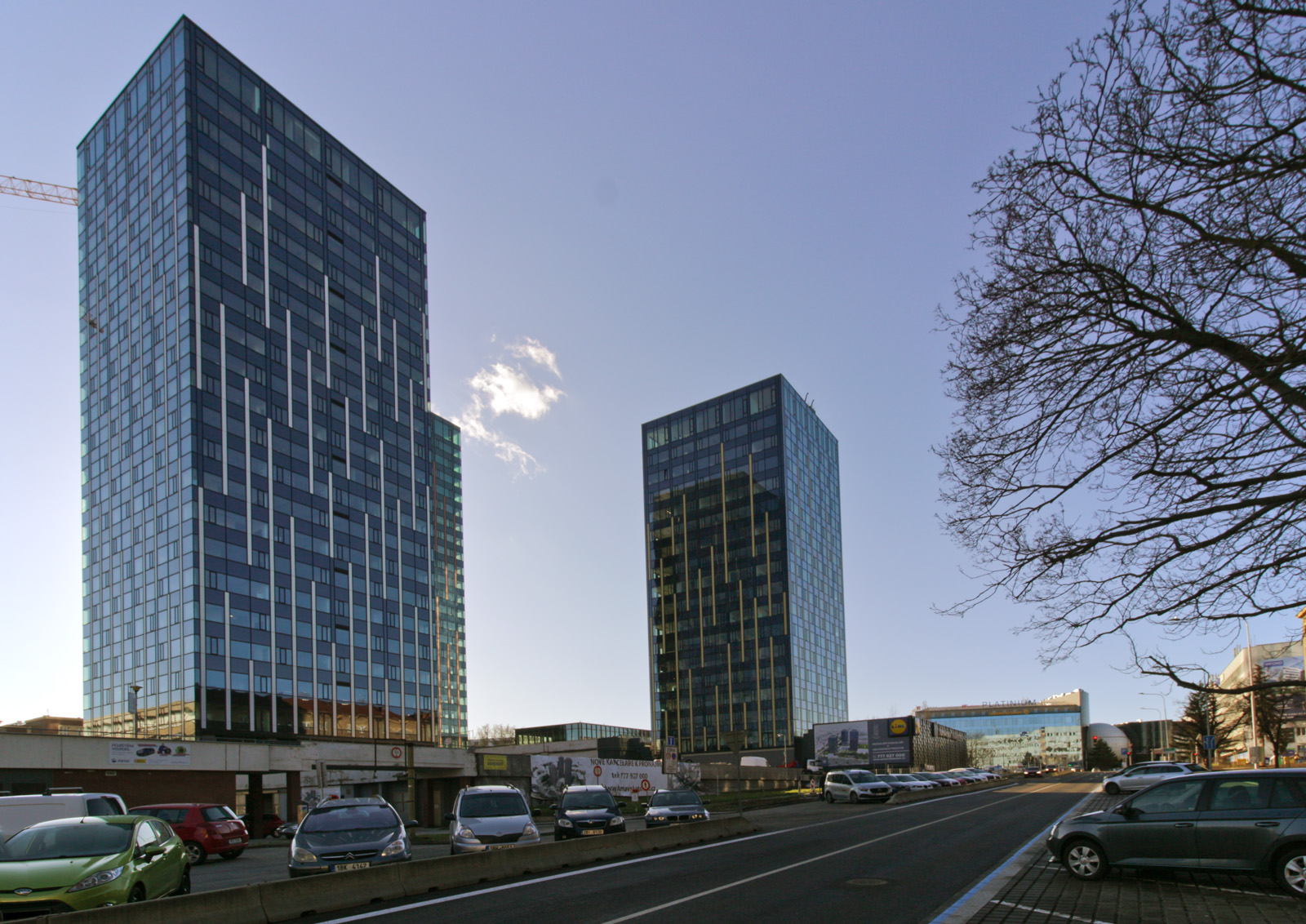
Průčelí na ulici Šumavská
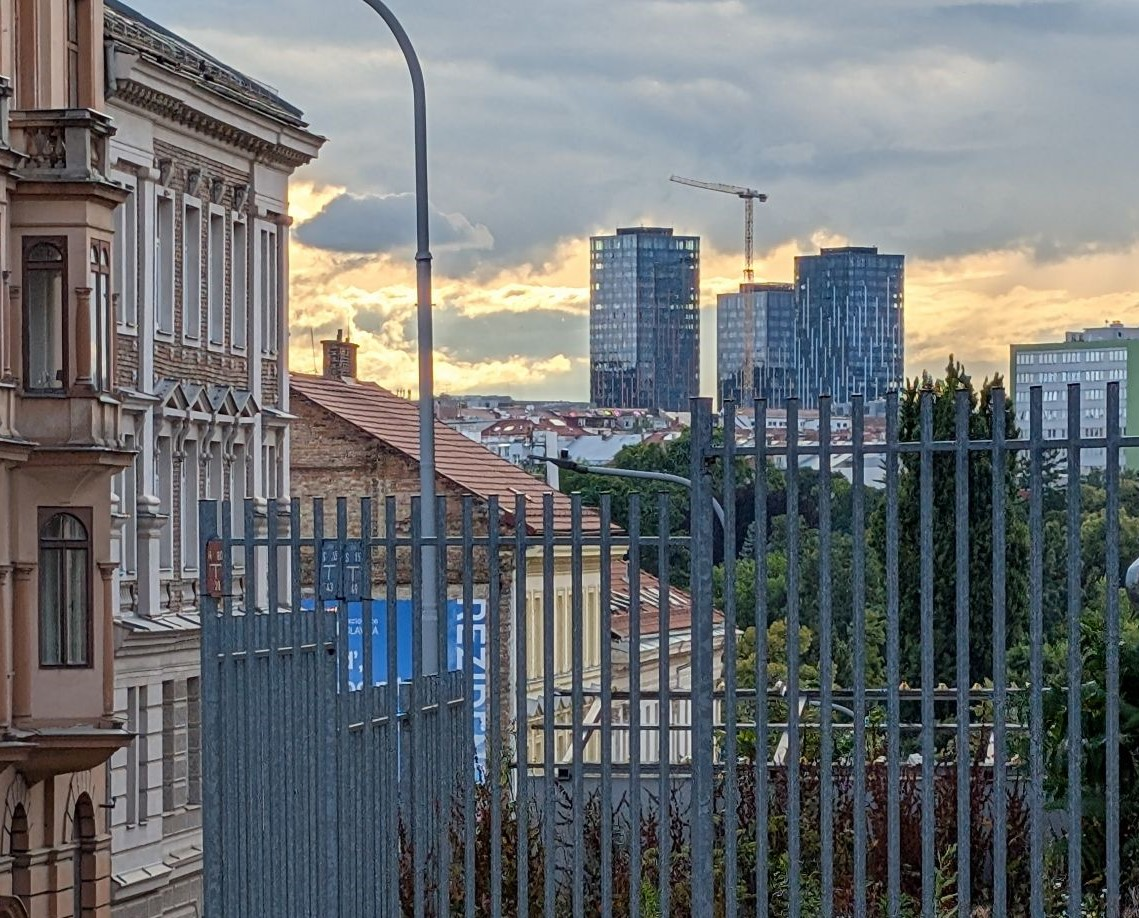
Pohled na komplex od Černých Polí